# Pandanus membranaceus
Pandanus membranaceus är en enhjärtbladig växtart som beskrevs av Huynh. Pandanus membranaceus ingår i släktet Pandanus och familjen Pandanaceae.
Artens utbredningsområde är Madagaskar. Inga underarter finns listade.